# Johan Johansson Falck
Johan Johansson Falck, född 8 februari 1665 i Stockholm, död där 23 juli 1723, var en svensk bryggare och riksdagsman.

## Biografi
Johan Johansson Falck var son till skepparen Johan Ersson. Han erhöll 1695 burskap som spannmålshandlare i Stockholm, men hade 1694 gift sig med Maria Hentzig, som var dotter till bryggaråldermannen Per Eriksson Hentzig, och efter dennes död 1698 övergick han till bryggerirörelsen och startade ett bryggeri på Södermalm. Han ägnade sig även åt brännvinsbränning och hade stora leveranser till flottan, och hans bryggeri hörde till Stockholms största. 1703 blev Johan Falck bisittare i bryggarämbetet och 1726 bryggarålderman. 1762-1727 var han ledamot av riksdagen för borgarståndet och under denna ledamot av sekreta utskottet, av defensions-deputationen samt av land- och sjömilitiedeputationen, och var även ledamot av borgerskapets bemedlingskommission. Johan Falck var även 1711-1738 ledamot av kyrkorådet i Katarina församling.